# Charles-François-Gabriel Morisson
Pour les articles homonymes, voir Morisson.
Charles-Louis-François-Gabriel Morisson, né le 16 octobre 1751 à Palluau, mort le 16 janvier 1817 à Bourges, était un magistrat et homme politique français.

## Biographie

### Mandat à la Législative
La France devient une monarchie constitutionnelle en application de la constitution du 3 septembre 1791. Le même mois, Charles Morisson, alors administrateur du directoire de la Vendée, est élu député du département, le deuxième sur neuf, à l'Assemblée nationale législative.
En février 1792, il vote en faveur de la mise en accusation de Bertrand de Molleville, le ministre de la Marine. En avril, il vote pour que les soldats du régiment de Châteauvieux, qui s'étaient mutinés lors de l'affaire de Nancy, soient admis aux honneurs de la séance. En août enfin, il vote en faveur de la mise en accusation du marquis de La Fayette.

### Mandat à la Convention
La monarchie prend fin à l'issue de la journée du 10 août 1792 : les bataillons de fédérés bretons et marseillais et les insurgés des faubourgs de Paris prennent le palais des Tuileries. Louis XVI est destitué et incarcéré à la tour du Temple avec sa famille. En septembre de la même année, Morisson est réélu député de la Vendée, le septième sur neuf, à la Convention nationale.
Il siège sur les bancs de la Plaine. En décembre 1792, il émet son opinion quant au sort à réserver au roi, se prononce contre sa condamnation à mort et demande son bannissement. Lors du procès de Louis XVI, il refuse de répondre aux quatre appels nominaux : « Je ne veux prononcer sur aucunes des questions posées ». En avril 1793, il ne participe pas au scrutin sur la mise en accusation de Jean-Paul Marat. En mai, il vote contre le rétablissement de la Commission des Douze. En août, il est dénoncé par Jacques Garnier « de Saintes » qui l'accuse de proximités avec les rebelles vendéens, mais n'est pas inquiété.
En frimaire an II (décembre 1793), Charles Morisson est envoyé en mission en Seine-et-Marne, afin de contrôler la papeterie de Courtalin à Pommeuse.
Après le 9 thermidor, il fut envoyé en mission dans les départements de l'Ouest, à Brest, à Cherbourg pour aider à la pacification ; le 9 ventôse an III, il écrivit à la Convention pour annoncer la soumission des chefs vendéens.

### Sous le Directoire
Le 23 vendémiaire an IV, dix-sept départements l'élurent an Conseil des Cinq-Cents; le 10 floréal suivant, il fit adopter un projet de résolution sur l'application de l'amnistie aux Chouans, et sortit du Conseil le 1er germinal an V.
Nommé aussitôt juge au tribunal d'appel à Poitiers, il passa en la même qualité au tribunal d'appel de Bourges en l'an VII, et fut maintenu comme conseiller à la même cour lors de la réorganisation de la magistrature en 1811. Il mourut à ce poste, après avoir vainement le 28 octobre 1814, sous la première Restauration, rappelé son attitude pendant la Révolution, pour obtenir d'être conseiller à la cour de Cassation, ou tout au moins à la cour royale de Paris.

## Sources
1. ↑  Archives parlementaires de 1787 à 1860, Première série, tome 34, p. 46.
2. ↑  Archives parlementaires de 1787 à 1860, Première série, tome 39, séance du 8 mars 1792, p. 494.
3. ↑  Archives parlementaires de 1787 à 1860, Première série, tome 41, séance du 9 avril 1792, p. 407.
4. ↑  Archives parlementaires de 1787 à 1860, Première série, tome 47, séance du 8 août 1792, p. 583.
5. ↑  Archives parlementaires de 1787 à 1860, Première série, tome 52, p. 61.
6. ↑  Archives parlementaires de 1787 à 1860, Première série, tome 56, séance du 29 décembre 1792, p. 48-50.
7. ↑  Froullé, Jacques-François (≈1734-1794), « Liste comparative des cinq appels nominaux. Faits dans les séances des 15, 16, 17, 18 et 19 janvier 1793, sur le procès et le jugement de Louis XVI [...] » , sur www.gallica.bnf.fr, 1793 (consulté le 12 mai 2024)
8. ↑  Archives parlementaires de 1787 à 1860, Première série, tome 62, séance du 13 avril 1793, p. 75.
9. ↑  Archives parlementaires de 1787 à 1860, Première série, tome 65, séance du 28 mai 1793, p. 536.
10. ↑  Archives parlementaires de 1787 à 1860, Première série, tome 72, séance du 12 août 1793, p. 74.
11. ↑  Aulard, François-Alphonse (1849-1928), « Recueil des actes du Comité de salut public, avec la correspondance officielle des représentants en mission et le registre du conseil exécutif provisoire. Tome 9 » , sur www.gallica.bnf.fr, 1889-1951 (consulté le 12 mai 2024)

- « Charles-François-Gabriel Morisson », dans Adolphe Robert et Gaston Cougny, Dictionnaire des parlementaires français, Edgar Bourloton, 1889-1891 [détail de l’édition]